# Circeasteràcies
Les circeasteràcies (Circaeasteraceae) són una família d'angiospermes de l'ordre de les ranunculals (Ranunculales). Inclou només dues espècies de plantes herbàcies i originàries de la Xina.
Aquesta família ha estat reconeguda pel sistema APG II (2003) i acceptada en els sistemes APG III (2009) i APG IV (2016).

## Gèneres i espècies
Les seves dues espècies són:
- Circaeaster agrestis Maxim
- Kingdonia uniflora Balf.f. & W.W.Sm.